# Lady Sings the Blues
Lady Sings the Blues (in inglese: La signora canta il blues) è una canzone composta e portata al successo dalla cantante jazz statunitense Billie Holiday, che la incise a New York il 6 luglio del 1956, sull'omonimo album.

## Descrizione
La canzone fu registrata in studio il 6 giugno 1956 a New York, da Tony Scott & His Orchestra (Verve), con Charlie Shavers alla tromba, Tony Scott al clarinetto, Paul Quinichette al sax tenore, Wynton Kelly al pianoforte, Kenny Burrell alla chitarra, Aaron Bell al contrabbasso, Lenny McBrowne alla batteria e Billie Holiday alla voce.